# Lisa Stevens
Lisa Stevens est une créatrice américaine de jeux de rôle. Elle est PDG et fondatrice de Paizo Publishing, ainsi que directrice générale de Goblinworks. Elle commence sa carrière dans les jeux dans les années 1980, en travaillant avec Jonathan Tweet et Mark Rein•Hagen pour aider à produire le jeu de rôle sur table Ars Magica. Elle travaille ensuite chez White Wolf et Wizards of the Coast avant de fonder Paizo. Elle annonce sa retraite progressive de ses fonctions en juin 2020.

## Biographie

### Éducation
Stevens étudie au Saint Olaf College, où elle rencontre les concepteurs de jeux Jonathan Tweet et Mark Rein•Hagen. Stevens est titulaire d'un MBA de l'université de Washington. Après avoir obtenu son diplôme de St. Olaf, elle continue à passer du temps sur le campus à mener des parties de Donjons et Dragons.

### Carrière
Stevens rejoint Tweet et Rein•Hagen dans la société de jeux Lion Rampant, qui publie Ars Magica en 1987. Lion Rampant débute en tant qu'organisation bénévole et ils ont besoin que Stevens fasse du bénévolat dans l'entreprise pour son expérience éditoriale. Stevens donne l'idée d'une fusion à Rein•Hagen et Stewart Wieck (en), et par conséquent Lion Rampant fusionne avec White Wolf en 1990. Alors qu'il est en route vers la GenCon 23 en 1990 avec Stevens et Wieck, Rein•Hagen imagine ce qui deviendra Vampire : The Masquerade, que la nouvelle société publie en 1991. Après avoir rencontré Rich Kaalaas de Wizards of the Coast lors d'une convention GTS en mars 1991 puis à la Gen Con 25, Stevens quitte White Wolf la même année pour rejoindre Wizards, devenant la première employée à temps plein de l'entreprise. Elle est vice-présidente de Wizards lors de la publication de Magic : L'Assemblée en 1993 et elle lance The Duelist pour le soutenir. Forte de son expérience sur Ars Magica chez Lion Rampant, elle conseille à Wizards d'acquérir le jeu, ce qu'ils font en janvier 1994. Après que la société a acheté TSR, Stevens devient la cheffe de marque du RPGA (en) et de Faucongris.
Elle est également une experte en objets de collection Star Wars et est responsable de la marque pour le jeu de rôle Star Wars de Wizards.
Stevens quitte Wizards of the Coast en 2000 et fait savoir qu'elle souhaite acquérir les droits de leurs magazines s'ils deviennent disponibles. En mai 2002, elle crée Paizo Publishing et est la PDG de la société,. Wizards of the Coast dissout l'intégralité de son département de magazines en 2002, il cède donc la licence des magazines Dragon Magazine, Dungeon et Star Wars Insider à Stevens via Paizo.
En 2011, Paizo crée une société appelée GoblinWorks avec Stevens comme COO (Chief Operating Officer) qui gère alors le développement de Pathfinder Online (en), un jeu de rôle en ligne massivement multijoueur.
Le 15 juin 2020, Paizo annonce que Stevens va se retirer des opérations courantes en vue de prendre sa retraite.

### Traduction
- (en) Cet article est partiellement ou en totalité issu de l’article de Wikipédia en anglais intitulé « Lisa Stevens » (voir la liste des auteurs).